# Kurt Huemer
Kurt Huemer (* 14. April 1933 in Linz, Österreich; † 11. Juli 2005 in Röttingen, Deutschland) war ein österreichischer Sänger und Schauspieler.
Nach dem Studium am Wiener Max-Reinhardt-Seminar führten ihn seine ersten Engagements als Schauspieler nach Klagenfurt, Salzburg und Luzern. Als Sänger und Musicaldarsteller trat er in Nürnberg unter anderem als Tony in der „West Side Story“, und mit Rollen wie Professor Higgins am Stadttheater Basel, der Hamburger Staatsoper und von 1974 bis 1988 an der Wiener Volksoper auf.
Er gab zahlreiche Konzerte in London, Amsterdam, Jerusalem und Zürich und Tourneen in Japan, unter anderem auch mit der Wiener Volksoper. Von 1984 bis 1987 war er Direktor des Wiener Raimund-Theaters.
Auch für Musikfilme und Shows wie „Gräfin Mariza“ oder „Saison in Salzburg“ stand Kurt Huemer sowohl für den ORF als auch für das ZDF vor der Kamera. Als Autor verfasste er die Drehbücher für Franz Antels „Der Bockerer III – Die Brücke von Andau“ und „Der Bockerer IV – Prager Frühling“.
Weiters spielte Huemer Boulevardrollen in der Wiener Kleinen Komödie und zahlreiche Nestroy-Rollen bei den Festspielen Roettingen, arbeitete Huemer als Regisseur an den Kammerspielen im Theater in der Josefstadt, der Wiener Kammeroper, in Roettingen und bei den Langenloiser Operettenfestspielen.
Kurt Huemer verstarb am 11. Juli 2005 in Röttingen (Bayern) einen Tag nach der von ihm inszenierten Premiere von „My Fair Lady“, in der er auch selbst den Professor Higgins verkörpert hatte.